# Музей Вальрафа-Ріхарца
Музей Вальрафа-Ріхарца (нім. Wallraf-Richartz-Museum & Fondation Corboud) в Кельні — одна з великих картинних галерей Німеччини, що розташовується в побудованій в 2001 році будівлі Музею міста Кельна і зберігає найбільшу в світі колекцію середньовічного живопису, зокрема, кельнської школи живопису, а також велике зібрання графіки.

## Історія
У 1827–1860 роках в Кельні за адресою Транкгассе, 7 розміщувався Вальрафіум, що дав згодом початок багатьом музеям Кельна, університетській та міській бібліотекам та історичному архіву. Назвою він був зобов'язаний вченому, каноніку і ректору Кельнського університету Фердинанду Францу Вальрафу (1748–1824), який передав в дар місту своє велике зібрання «рукописів, документів, печаток, відбитків і книг, картин і гравюр, монет і посудин, старожитностей і багато чого іншого», що склало основу музею.

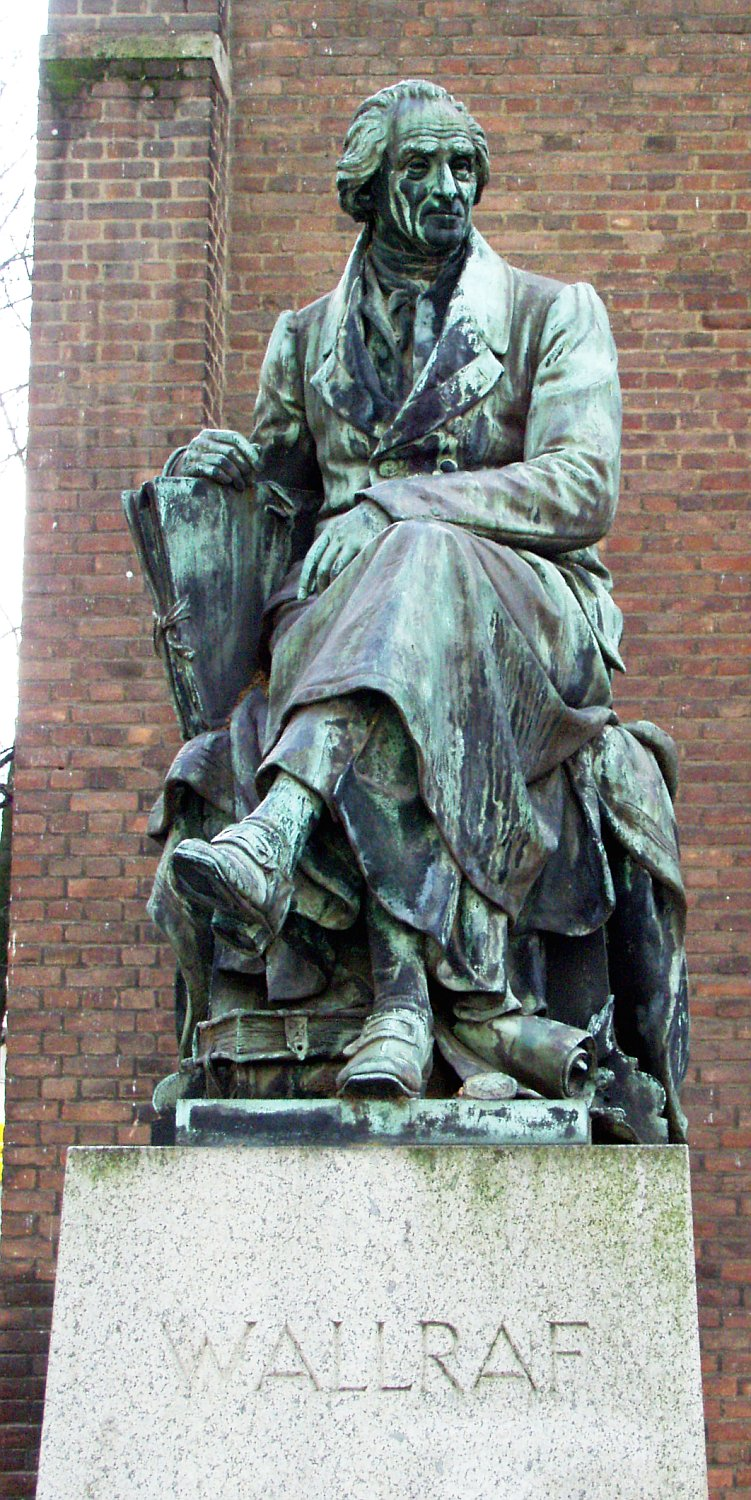
Пам'ятник Фердинанду Францу Вальрафу перед кельнським Музеєм прикладного мистецтва.

У 1851 році кельнський комерсант Йоганн Генріх Ріхарц пожертвував 232,000 талерів на будівництво в Кельні музейного будинку. Музей Вальрафа-Ріхарца був відкритий 1 липня 1861 року в будинку, побудованому за проектом кельнського архітектора Ернста Фрідріха Цвірнера на території колишнього монастиря міноритів вже після смерті Ріхарца.

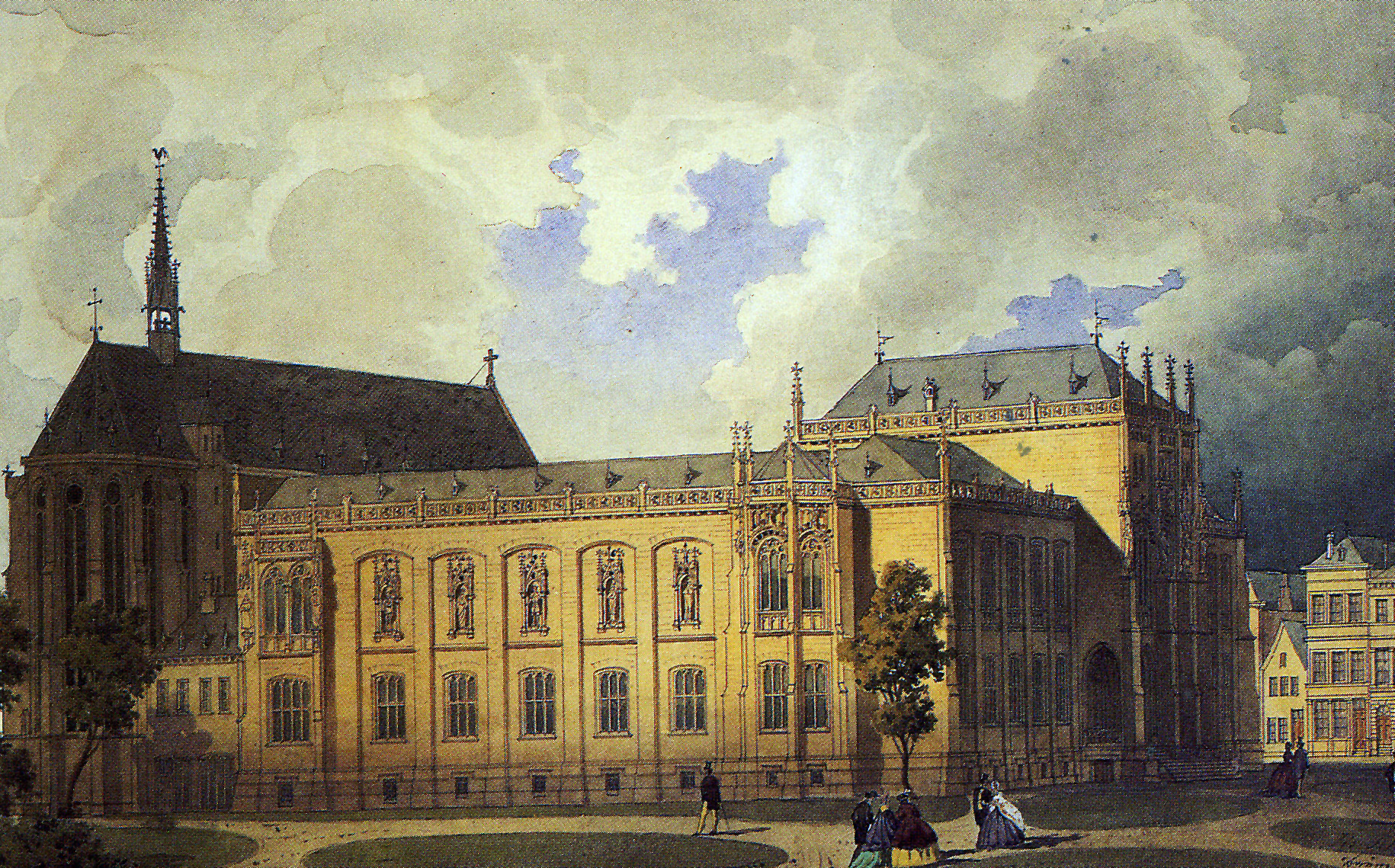
Перша будівля Музею Вальрафа-Ріхарца 1861 року.

Під час Другої світової війни будинок музею був зруйнований. На його місці в 1956 році звели новий музейний будинок, який в даний час займає Музей прикладного мистецтва. Через десять років туди переїхала колекція поп-арту Петера Людвіга, і тим самим експозиційні можливості будівлі виявилися вичерпаними. У 1986 році Музей Вальрафа-Ріхарца і новий Музей Людвіга переїхали в новий будинок недалеко від Кельнського собору. Петер Людвіг і його дружина Ірена продовжували купувати нові твори мистецтва, Петер Людвіг також передав музею, який отримав його ім'я, свою колекцію робіт Пікассо. Ще до смерті Людвіга було прийнято рішення про те, що Музей Вальрафа-Ріхарца займе новий будинок недалеко від Музею Людвіга.
19 січня 2001 відкрилася нова будівля Музею Вальрафа-Ріхарца, побудована за проектом архітектора Освальда Матіаса Унгерса. Вона має форму куба і розташована між ратушею і Гюрценіхом (приблизно в тому місці, де колись знаходилася майстерня Штефана Лохнера). В новому приміщенні на площі 3500 м² розмістилися експозиції графіки та живопису, що охоплюють період від Середніх віків до XIX ст. Після того, як у 2001 році швейцарський колекціонер Жерар Корбо передав музею для тривалого користування своє зібрання імпресіоністів, музей носить офіційну назву «Музей Вальрафа-Ріхарца & Фонд Корбо».

## Колекція

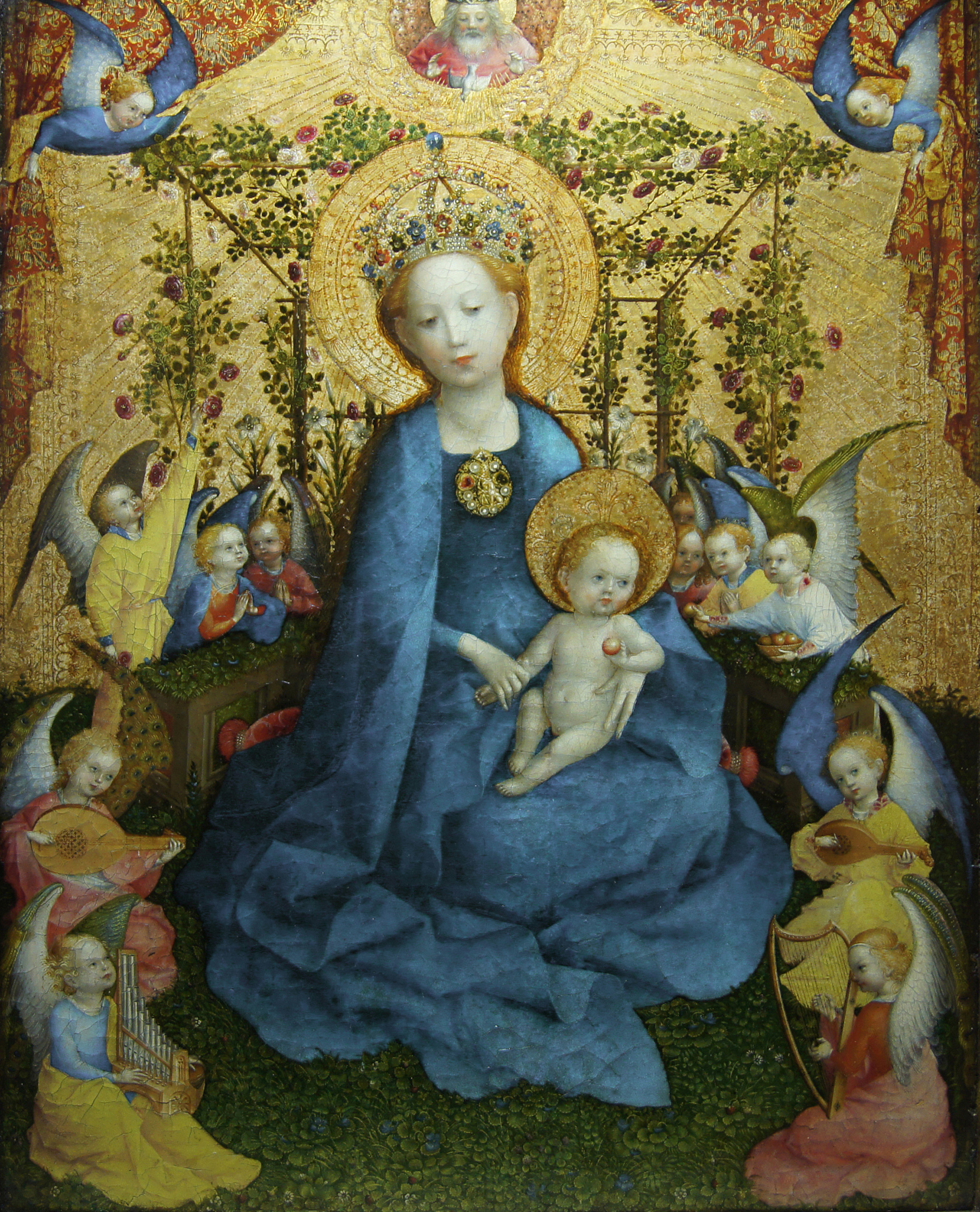
Штефан Лохнер. Мадонна в трояндах. Бл. 1448

У Музеї Вальрафа-Ріхарца зберігається одна з найбільших колекцій середньовічного живопису. У жодному іншому місті не збереглося такої великої колекції середньовічних картин завдяки тому, що Кельн оминули великі пожежі та іконоборці. Під час секуляризації засновник музею Фердинанд Франц Вальраф збирав вівтарні картини, які стали основою середньовічного відділу музею. З цією колекцією творів майстрів кельнської школи може зрівнятися лише колекція Старої пінакотеки в Мюнхені. У колекції музею можна побачити роботи Штефана Лохнера, Майстра св. Вероніки, Майстра св. Лоренца, Майстра легенди про Георгія, Майстра Бартоломеуса, Майстра Прославляння Марії, Майстра св. Северина, Майстра легенди про Урсулу та інших представників кельнської школи живопису.
Відділ бароко чудово відображає різноманітність мистецтва після 1550 року. Структура колекції з акцентом на живописі північних Нідерландів досить неоднорідна. Найбільш відомі експонати — твори Рембрандта, Мартена ван Хемскерка, Герріта ван Гонтгорста, Яна Вікторса, Франсуа Буше, Паріса Бордоне, Пітера Пауля Рубенса і Антоніса ван Дейка.
На прикладі експонатів у відділі XIX ст. можна простежити розвиток мистецтва впродовж цього століття. Німецькі художники, що творили в Римі в кінці XVIII ст., представлені Якобом Філіпом Гаккертом, Йоганном Крістіаном Рейнхартом, Йозефом Антоном Кохом. У музеї представлені ранні та пізні романтики — Каспар Давид Фрідріх, Карл Блехен, Герхард фон Кюгельген, а також назарейци — Едуард Бендеман, Юліус Шнорр фон Карольсфельд. Їх доповнює велика колекція робіт кельнського художника Вільгельма Лейбля, твори Гюстава Курбе і Макса Лібермана і символісти Арнольд Беклін, Франц фон Штук, Маріанна Стоукс, Джеймс Енсор, Едвард Мунк. Колекція Фонду Корбо, що увійшла в експозицію музею, демонструє твори пізнього імпресіонізму. У відділі XIX ст. також представлені скульптурні роботи Гудона, Рудольфа Шадова, П'єра-Оґюста Ренуара і Огюста Родена.
Фонди зібрання графіки налічують 75 000 творів на папері, серед яких вишукані мініатюри на пергаменті, унікальні начерки та малюнки фарбами на папері та картоні, ряд ескізних альбомів і численна друкована графіка в різних техніках.

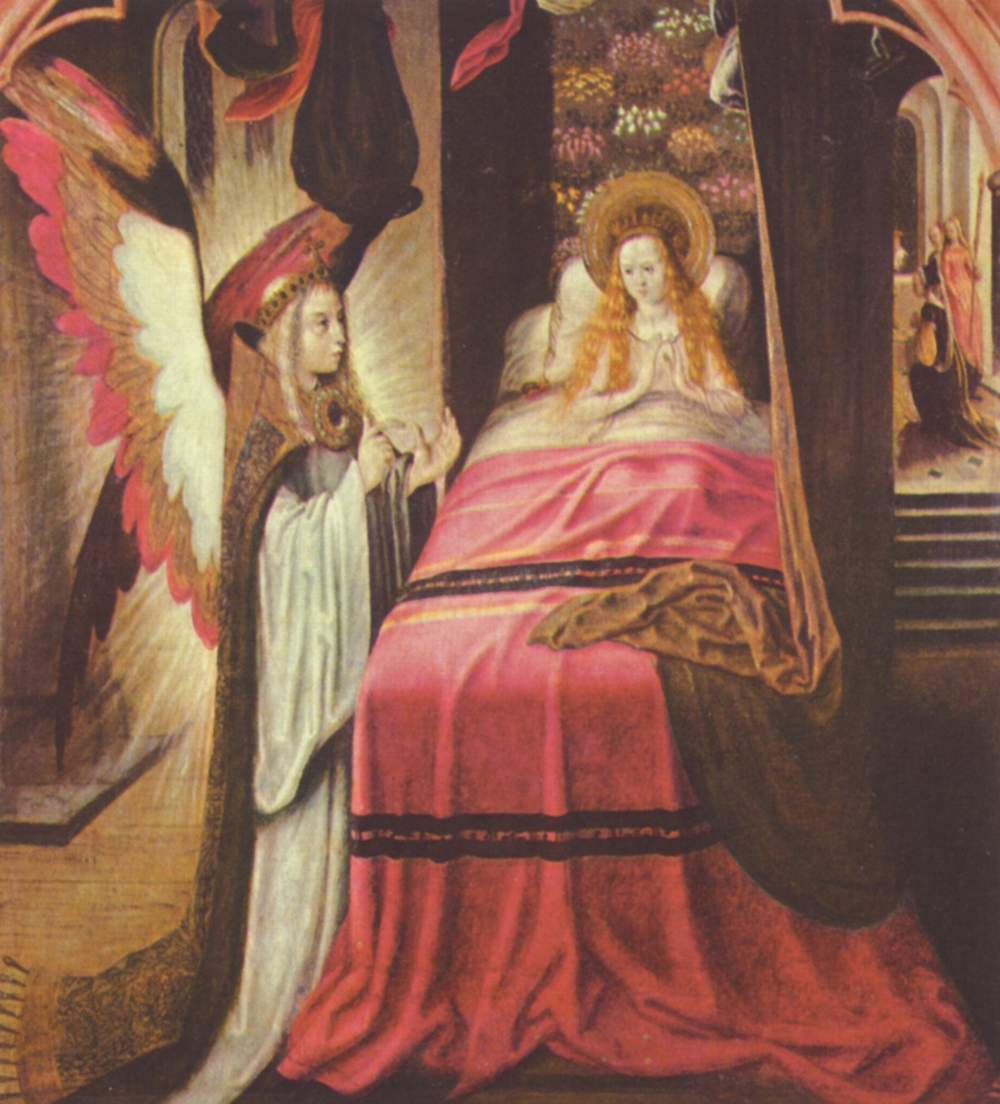
Майстер легенди Урсули, «Явлення янголів», бл. 1500
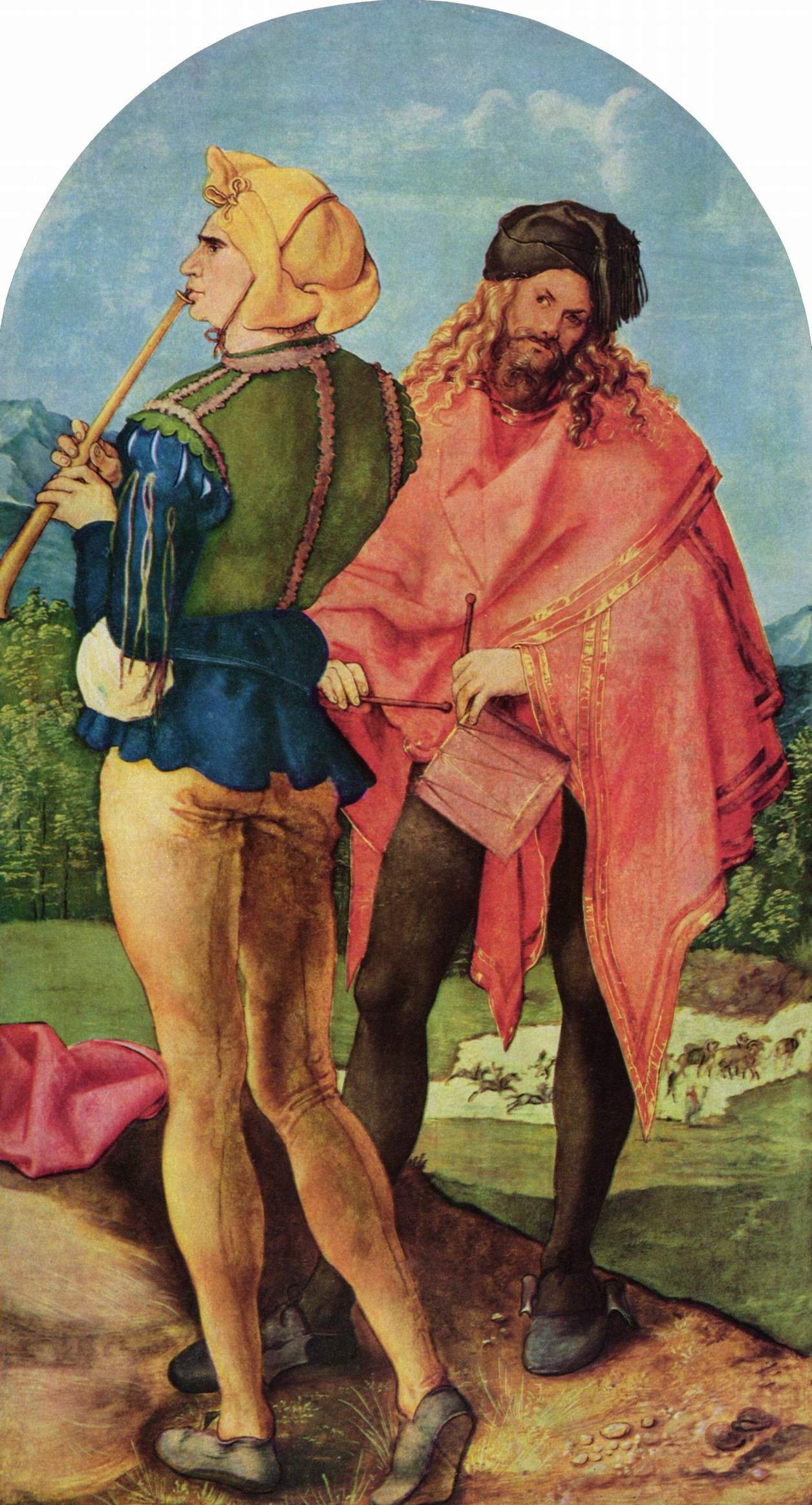
Альбрехт Дюрер, «Барабанщик і флейтист», бл. 1504
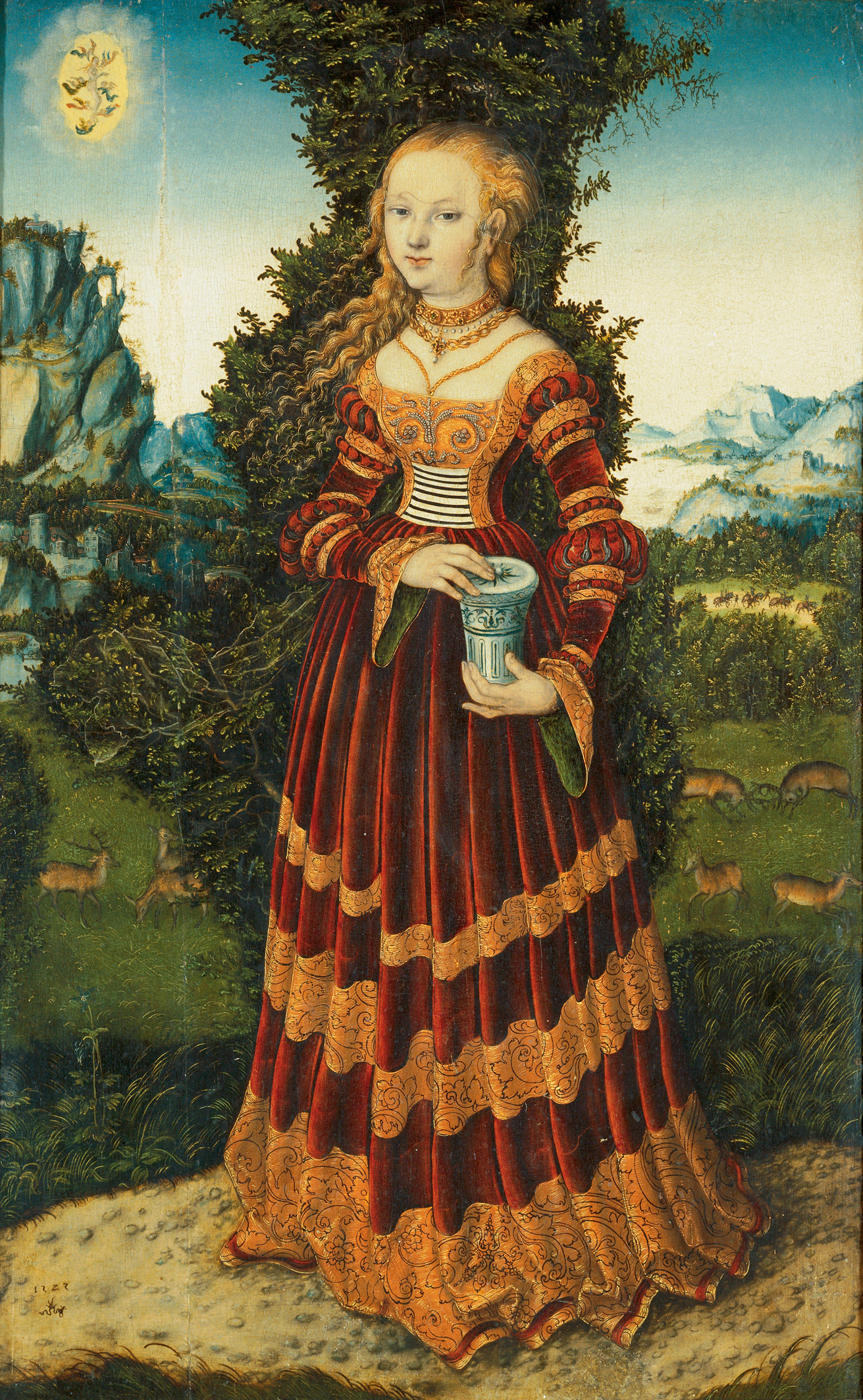
Лукас Кранах, «Портрет саксонської пані в образі Марії Магдалини», 1525
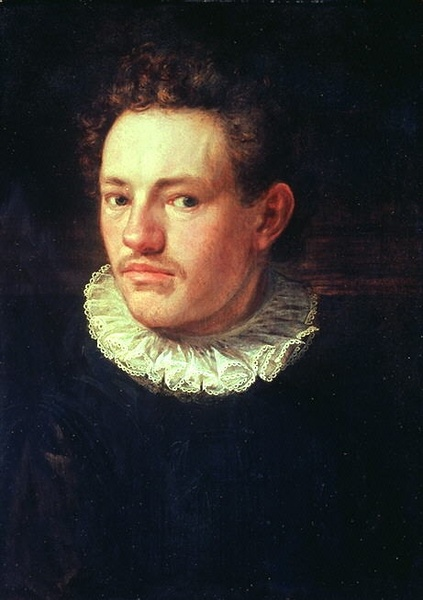
Ганс фон Аахен, Автопортрет, бл. 1574
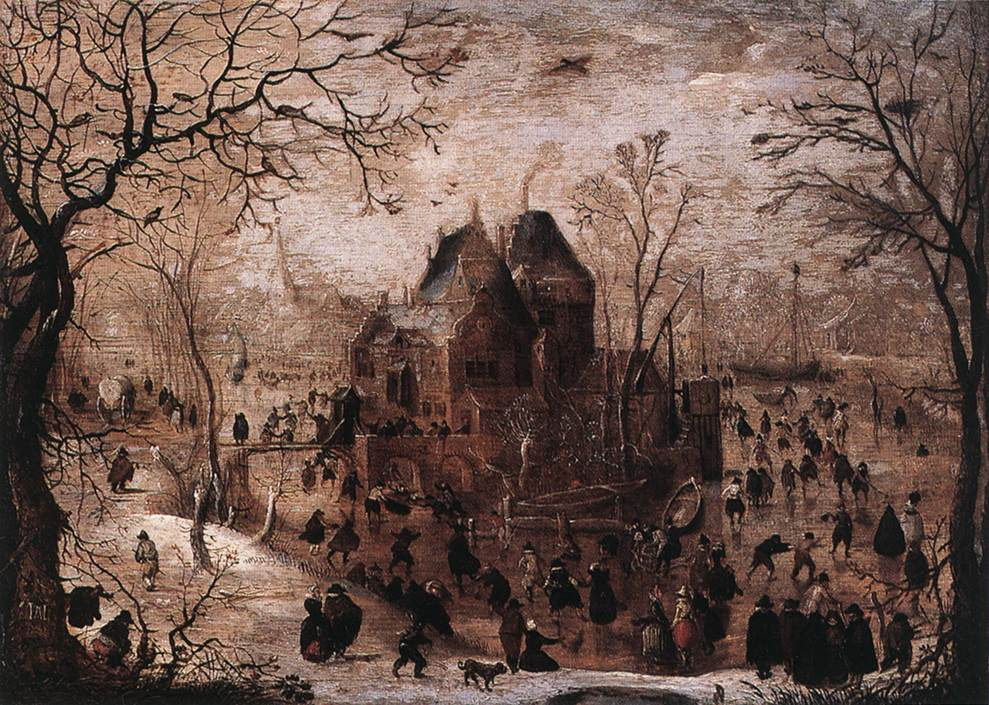
Гендрик Аверкамп, «Зимовий пейзаж», 1605–1610
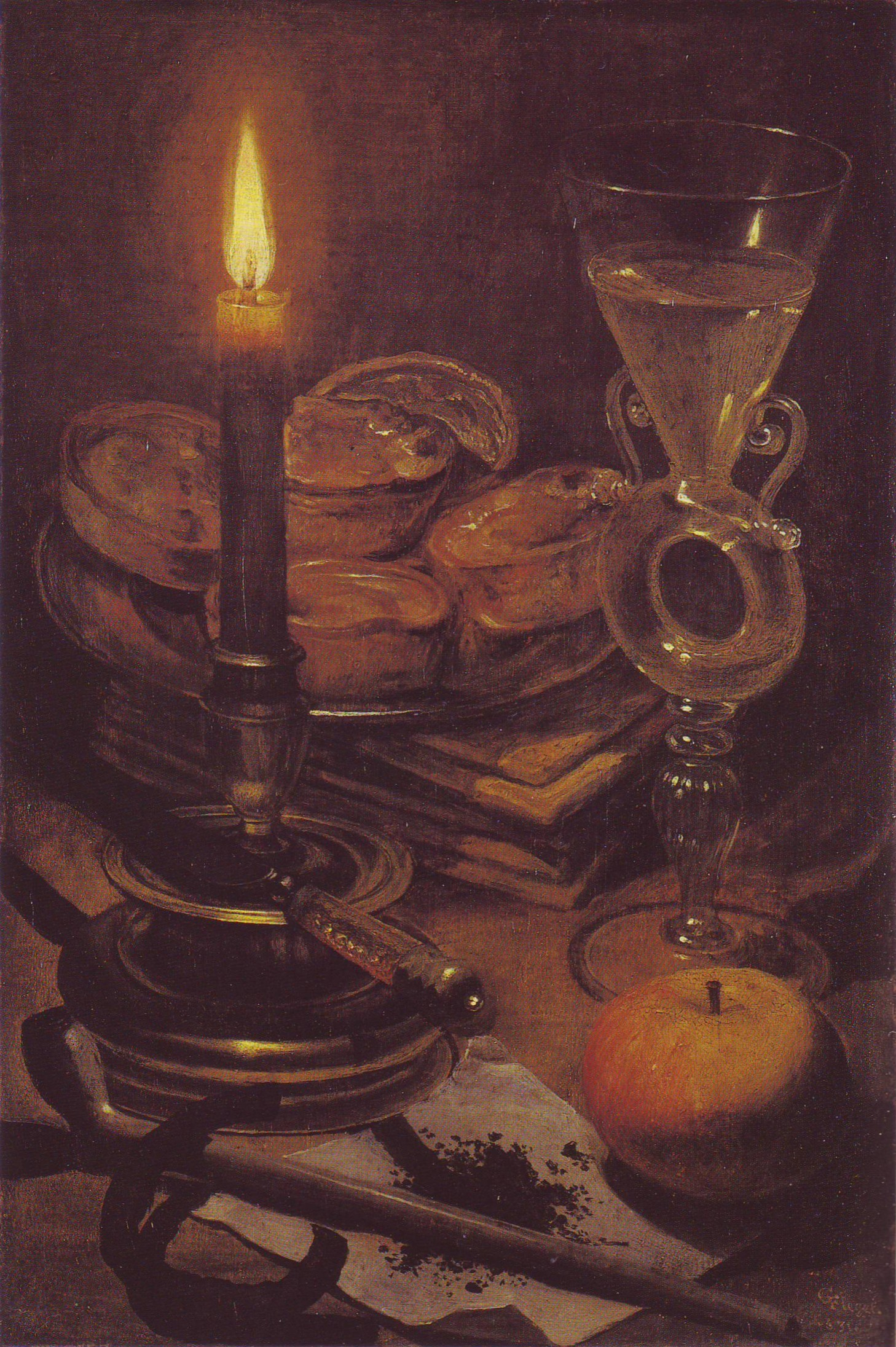
Георг Флегель, «Натюрморт з тютюном і свічкою», 1631
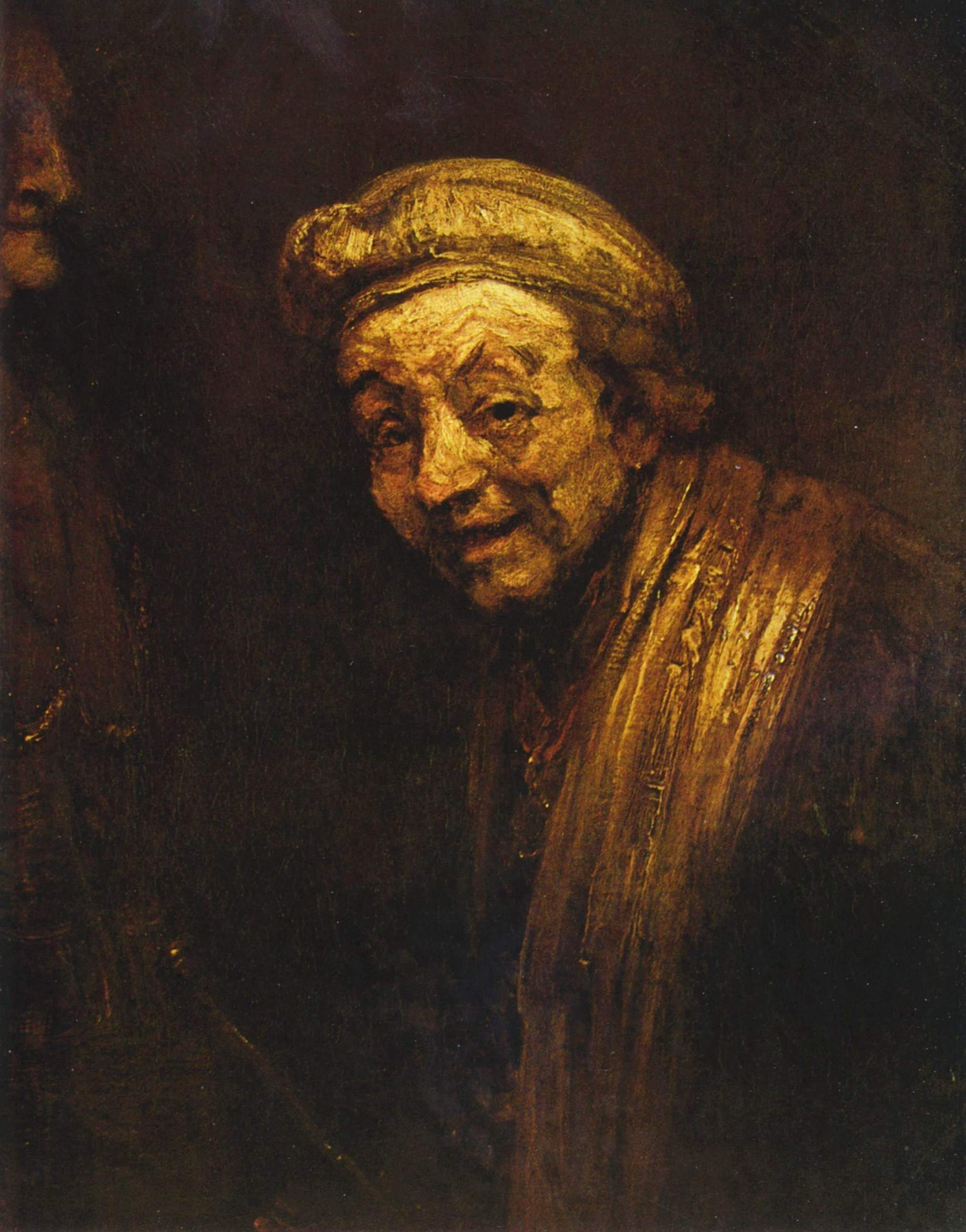
Рембрандт, «Автопортрет в образі Зевксіса», бл. 1669
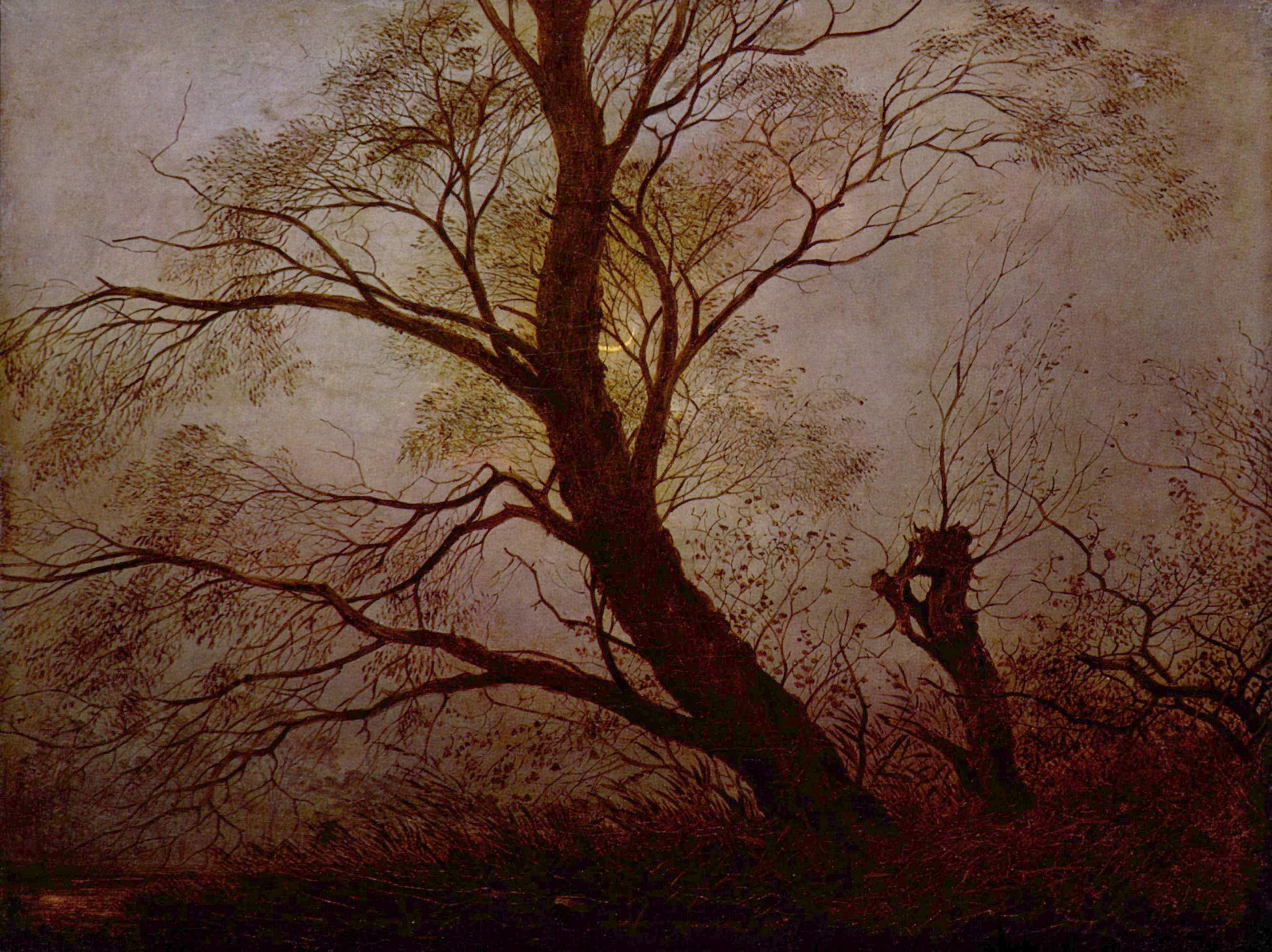
Каспар Давид Фрідріх, «Дерева при місячному світлі», бл. 1824
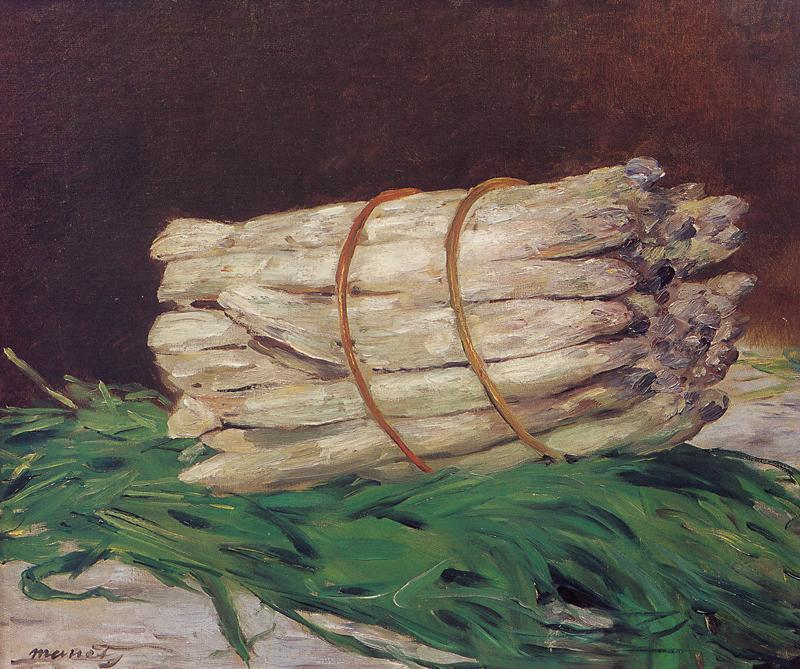
Едуар Мане, «Пучок спаржі», 1880
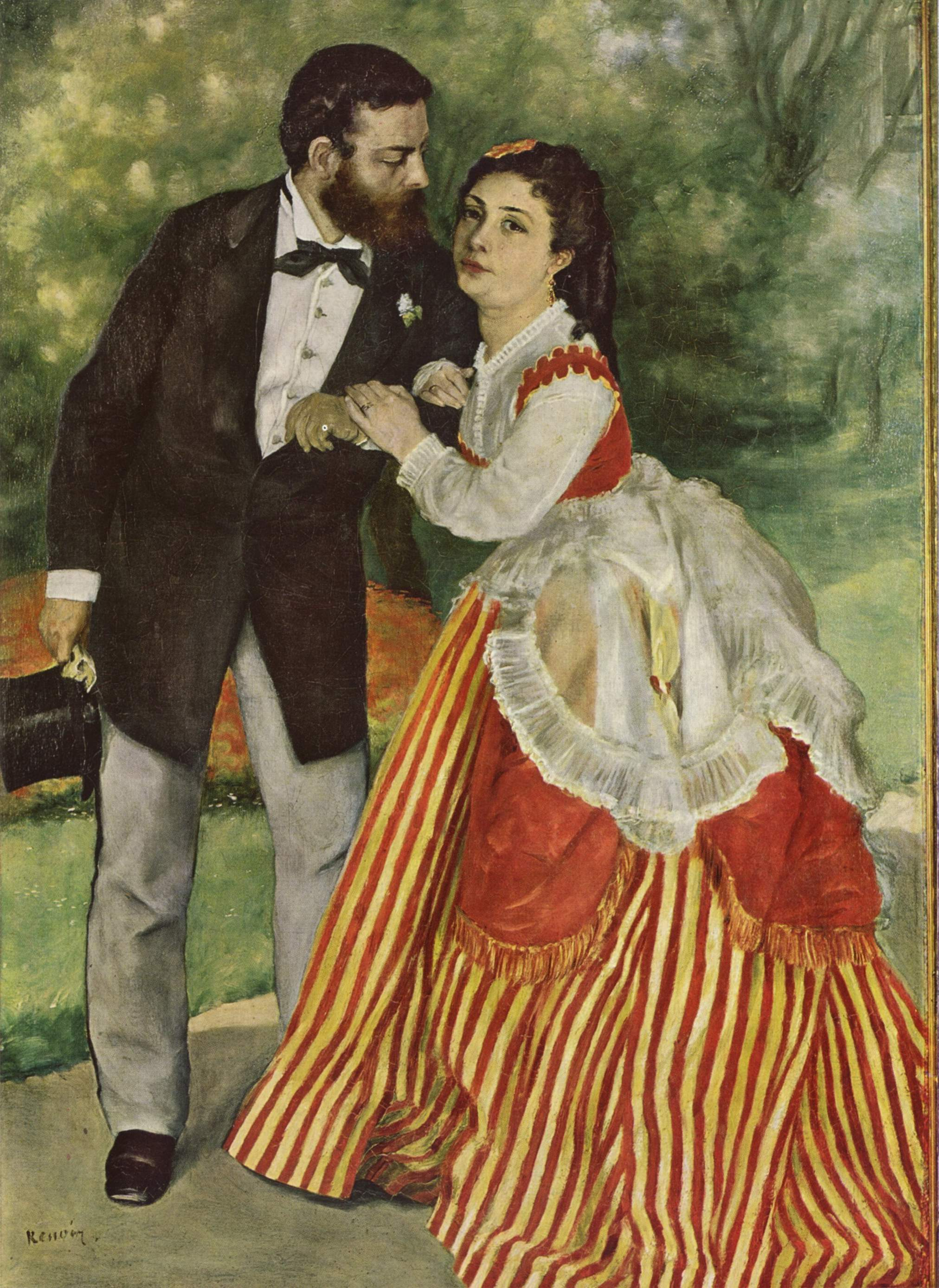
П'єр-Огюст Ренуар, Портрет подружжя Сіслей, 1868
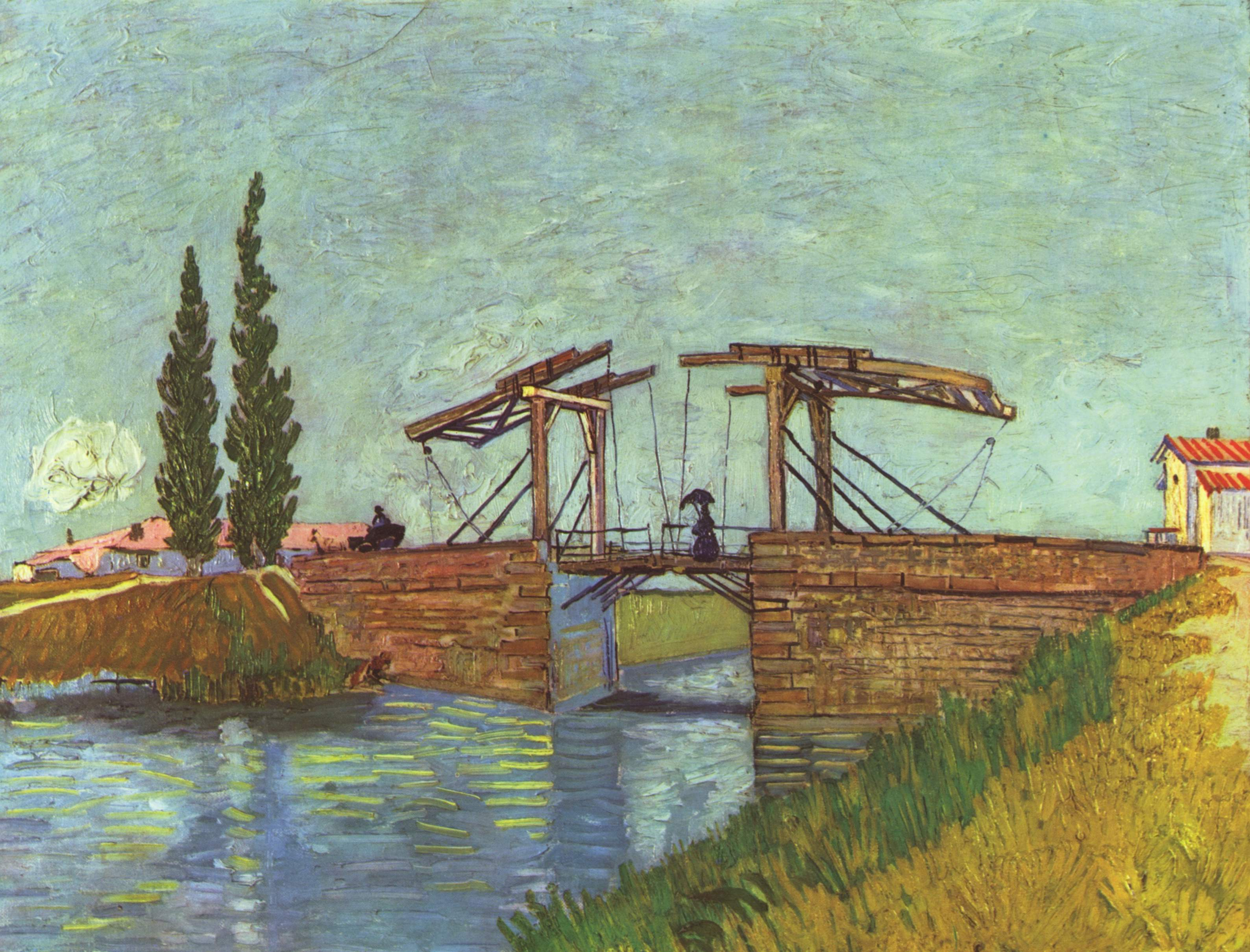
Вінсент ван Гог, «Міст в Арлі», 1888
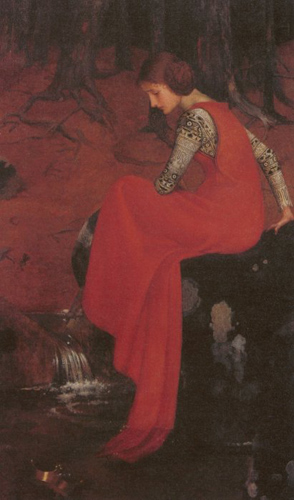
Маріанна Стоукс, «Мелісанда», 1895–1898